# BMW R51RS
De BMW R 51 RS  is een motorfiets van het merk BMW.

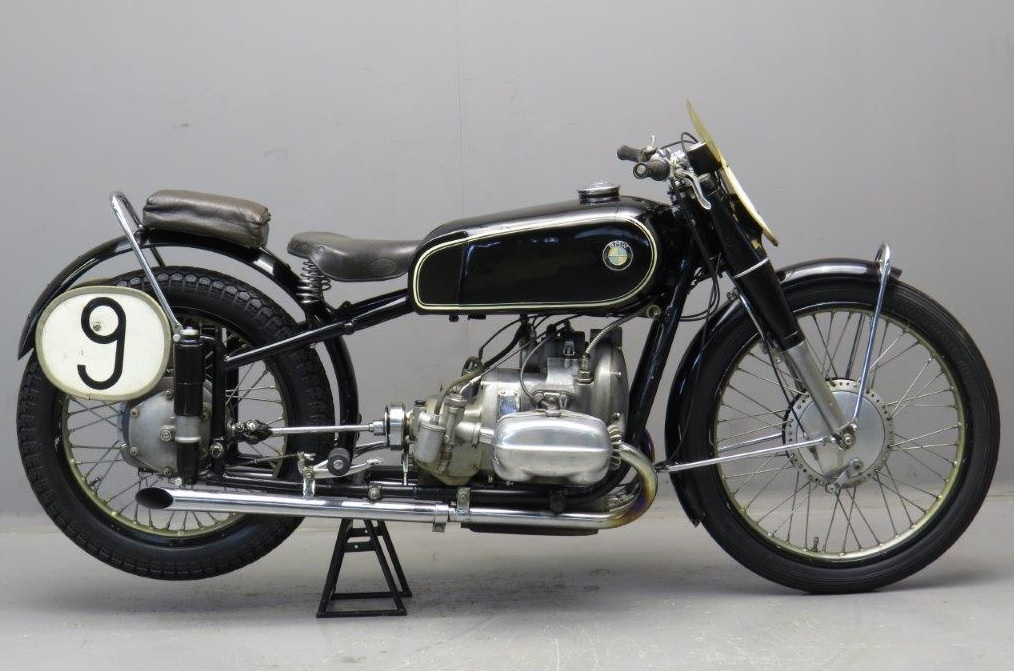

In 1939 bouwde BMW op basis van de R 51 een kleine serie productieracers (17 stuks). Hiermee konden privérijders aan wegraces deelnemen. Het staal was vervangen door aluminium en het aluminium was vervangen door magnesium. Bovendien werden alle niet noodzakelijke onderdelen, zoals verlichting etc., weggelaten. Daardoor ontstond een machine die 36 pk leverde (tegenover de 24 pk van de R 51) en die een topsnelheid van 185 km/uur haalde. Dat was bij lange na niet zo snel als de BMW fabrieksracers, die met koningsassen aangedreven nokkenassen en niet zelden compressoren aan boord hadden.

## Technische gegevens
| Periode         | 1939                                   | 1939                                   | 1939                                   |
| Categorie       | productieracer                         | productieracer                         | productieracer                         |
| Motortype       | kopklepmotor                           | kopklepmotor                           | kopklepmotor                           |
| Bouwwijze       | langsgeplaatste tweecilinderboxermotor | langsgeplaatste tweecilinderboxermotor | langsgeplaatste tweecilinderboxermotor |
| boring          | 68 mm                                  | 68 mm                                  | 68 mm                                  |
| slag            | 68 mm                                  | 68 mm                                  | 68 mm                                  |
| Cilinderinhoud  | 494 cc                                 | 494 cc                                 | 494 cc                                 |
| Max. Vermogen   | 26,5 kW/36pk                           |                                        |                                        |
| Topsnelheid     | 185 km/h                               | 185 km/h                               | 185 km/h                               |
| Aandrijving     | cardanas                               | cardanas                               | cardanas                               |
| Rijwielgedeelte | dubbel wiegframe, buisframe            | dubbel wiegframe, buisframe            | dubbel wiegframe, buisframe            |
| Drooggewicht    | 148 kg                                 | 148 kg                                 | 148 kg                                 |